# Juan Pablo Ángel
Juan Pablo Ángel Arango (ur. 24 października 1975 w Medellin) – piłkarz kolumbijski grający na pozycji napastnika.

## Kariera klubowa
Ángel piłkarską karierę rozpoczynał w rodzinnym mieście Medellin, w tamtejszym klubie Atlético Nacional. W jego barwach zadebiutował w 1993 roku w Copa Mustang, a rok później już jako 19-letni piłkarz wywalczył miejsce w podstawowym składzie i w tym samym roku został z tym klubem po raz pierwszy w karierze mistrzem Kolumbii. W 1995 roku dotarł z Atletico Nacional do finału Copa Libertadores, w którym to jednak kolumbijski klub przegrał w dwumeczu z brazylijskim Grêmio Porto Alegre. W tym samym roku Ángel wygrał ze swoim klubem Copa Interamericana. W klubie z Medellin Juan Pablo grał do końca 1997 roku, jednak nie osiągnął z nim więcej sukcesów.
W 1998 roku Ángel podpisał kontrakt z jednym z najbardziej utytułowanych klubów na kontynencie, River Plate. W Primera División zadebiutował 20 lutego w zremisowanym 2:2 wyjazdowym meczu z Rosario Central. Swoją pierwszą bramkę w lidze zdobył już tydzień później, a River pokonało na wyjeździe Deportivo Español 4:1. W fazie Clausura rozegrał 12 meczów i strzelił 2 gole, jednak z River zajął w niej dopiero 7. miejsce. W sezonie 1998/1999 grał w podstawowej jedenastce, w której tworzył atak ze wschodzącą gwiazdą argentyńskiej piłki, Javierem Saviolą oraz Sebastiánem Rambertem. Pierwszy sukces z „Milionerami” Ángel osiągnął w sezonie 1999/2000, gdy swoimi 19 bramkami przyczynił się do wygrania przez zespół zarówno fazy Apertura, jak i Clausura. W rundzie jesiennej 2000/2001 zdobył 13 goli w 18 meczach i został królem strzelców fazy Apertura, jednak w kolejnej nie poprawił dorobku bramkowego wyjeżdżając do Europy.
Zimą 2001 Ángel trafił do angielskiej Aston Villi, która zapłaciła za niego 9,5 miliona funtów, o 2,5 więcej niż wynosił poprzedni rekord Stana Collymore’a. W Premiership kolumbijski napastnik zadebiutował 20 stycznia w przegranym 0:2 meczu z Manchesterem United. Do końca sezonu rozegrał jeszcze 8 meczów, zdobył tylko 1 gola (w wygranym 3:2 meczu z Coventry City) i początkowo zaczęto uważać go za transferowy niewypał menedżera Johna Gregory. W sezonie 2001/2002 odzyskał jednak skuteczność i zdobył 12 goli i tym samym obok Dariusa Vassella został najskuteczniejszym graczem 8. zespołu ligi. Połowę sezonu 2002/2003 stracił z powodu kontuzji i zdobył ledwie 1 gola w lidze, a Aston Villa utrzymała się dopiero w ostatnich ligowych kolejkach. W sezonie 2003/2004 Juan Pablo odzyskał strzelecką formę i zdobył 16 goli w Premiership (ponownie najlepszy w drużynie), a Aston Villa po dobrym sezonie zajęła 6. pozycję. W sezonie 2004/2005 zdobył 7 goli, ale i zespół z Birmingham zagrał słabiej zajmując 10. miejsce. Latem 2005 z zespołu odszedł Vassell i wówczas na Ángelu zaczęła ciążyć presja zdobywania goli. Dodatkowo do zespołu przyszedł Czech Milan Baroš. To spowodowało, że Ángel zagrał słaby sezon i strzelił ledwie 3 gole, podczas gdy Baroš 8, a inny napastnik, Kevin Phillips 4. Aston Villa zakończyła sezon na 16. miejscu.
W sezonie 2006/2007, 14 października w meczu z Tottenhamem Ángel nie wykorzystał swojego piątego karnego w historii występów w Premiership, a do tego minutę później zdobył samobójczego gola. Natomiast 11 grudnia w zremisowanym 2:2 meczu z Sheffield United F.C. znów było głośno o Kolumbijczyku, który łokciem uderzył Chrisa Morgana. Ostatecznie jednak Juan Pablo nie został ukarany za to niesportowe zachowanie.
| Sezon   | Klub               | Kraj              | Rozgrywki                                | Mecze | Bramki |
| ------- | ------------------ | ----------------- | ---------------------------------------- | ----- | ------ |
| 1993    | Atlético Nacional  | Kolumbia          | Copa Mustang                             | 3     | 1      |
| 1994    | Atlético Nacional  | Kolumbia          | Copa Mustang                             | 32    | 8      |
| 1995    | Atlético Nacional  | Kolumbia          | Copa Mustang                             | 22    | 0      |
| 1995/96 | Atlético Nacional  | Kolumbia          | Copa Mustang                             | ?     | ?      |
| 1996/97 | Atlético Nacional  | Kolumbia          | Copa Mustang                             | ?     | ?      |
| 1997/98 | River Plate        | Argentyna         | Primera División                         | 12    | 2      |
| 1998/99 | River Plate        | Argentyna         | Primera División                         | 27    | 11     |
| 1999/00 | River Plate        | Argentyna         | Primera División                         | 34    | 19     |
| 2000/01 | River Plate        | Argentyna         | Primera División                         | 18    | 13     |
| 2000/01 | Aston Villa        | Anglia            | Premiership                              | 9     | 1      |
| 2001/02 | Aston Villa        | Anglia            | Premiership                              | 29    | 12     |
| 2002/03 | Aston Villa        | Anglia            | Premiership                              | 15    | 1      |
| 2003/04 | Aston Villa        | Anglia            | Premiership                              | 31    | 16     |
| 2004/05 | Aston Villa        | Anglia            | Premiership                              | 35    | 7      |
| 2005/06 | Aston Villa        | Anglia            | Premiership                              | 31    | 3      |
| 2006/07 | Aston Villa        | Anglia            | Premiership                              | 25    | 4      |
| 2007    | Red Bull New York  | Stany Zjednoczone | Major League Soccer                      | 27    | 20     |
| 2008    | Red Bull New York  | Stany Zjednoczone | Major League Soccer                      | 28    | 16     |
| 2009    | Red Bull New York  | Stany Zjednoczone | Major League Soccer                      | 26    | 12     |
| 2010    | Red Bull New York  | Stany Zjednoczone | Major League Soccer                      | 32    | 14     |
| 2011    | Los Angeles Galaxy | Stany Zjednoczone | Major League Soccer                      | 16    | 3      |
| 2011    | CD Chivas USA      | Stany Zjednoczone | Major League Soccer                      | 9     | 7      |
| 2012    | CD Chivas USA      | Stany Zjednoczone | Major League Soccer                      | 19    | 4      |
| 2013    | Atlético Nacional  | Kolumbia          | Categoría Primera A                      | 19    | 6      |
|         |                    |                   | Łącznie w argentyńskiej Primera Division | 91    | 45     |
|         |                    |                   | Łącznie w Premiership                    | 175   | 44     |
|         |                    |                   | Łącznie w MLS                            | 152   | 72     |

## Kariera reprezentacyjna
W reprezentacji Kolumbii Ángel zadebiutował 1 listopada 1996 w wygranym 2:1 meczu z Hondurasem. Brał udział w kwalifikacjach do Mistrzostw Świata 2002 oraz Mistrzostw Świata 2006, a graczem pierwszej jedenastki był zwłaszcza w tych drugich. Z Kolumbią nie osiągnął jednak większych sukcesów.